# Béla Ebesfalvi Lengyel
Béla Ebesfalvi Lengyel, madžarski feldmaršal, * 1897, † 1988.